# Cheiridopsis delphinoides
Cheiridopsis delphinoides là một loài thực vật có hoa trong họ Phiên hạnh. Loài này được S.A.Hammer mô tả khoa học đầu tiên năm 1993 publ. 1994.